# Mycetophila apicalis
Mycetophila apicalis är en tvåvingeart som beskrevs av Freeman 1951. Mycetophila apicalis ingår i släktet Mycetophila och familjen svampmyggor. Inga underarter finns listade i Catalogue of Life.